# Метод БВЕ
Метод БВЕ (быстрого вычисления E-функций) — метод быстрого суммирования специального вида рядов. Построен в 1990 году Е. А. Карацубой. Позволяет вычислять быстро зигелевские E-функции, и в частности, {\displaystyle e^{x}}.
Зигель назвал «E-функциями» класс функций, «похожих на экспоненциальные». Этому классу принадлежат такие высшие трансцендентные функции как гипергеометрические, сферические, цилиндрические функции и так далее.

## Теорема
С помощью БВЕ можно доказать следующую теорему
Теорема.
Пусть {\displaystyle y=f(x)} — простейшая трансцендентная функция, то есть экспоненциальная функция или тригонометрическая функция, или
элементарная алгебраическая функция, или их суперпозиция, или обратная им функция или суперпозиция обратных функций.
Тогда
{\displaystyle s_{f}(n)=O(M(n)\log ^{2}n).}
Здесь {\displaystyle s_{f}(n)} есть сложность вычисления (битовая) функции {\displaystyle f(x)} с точностью до {\displaystyle n} знаков, {\displaystyle M(n)} — сложность умножения двух {\displaystyle n}-значных чисел.
Алгоритмы, основанные на БВЕ, включают алгоритмы быстрого вычисления любой элементарной трансцендентной функции для любого аргумента, классических констант {\displaystyle e}, {\displaystyle \pi }, постоянной Эйлера {\displaystyle \gamma }, постоянных Апери и Каталана, таких высших трансцендентных функций, как гамма-функции Эйлера и её производных, гипергеометрических
функций, сферических функций, цилиндрических функций и так далее для алгебраических значений аргумента и параметров, дзета-функции Римана для целых значений аргумента, дзета-функции Гурвица для целого аргумента и алгебраических значений параметра, а также таких специальных интегралов, как интеграл вероятности, интегралы Френеля, интегральная
экспоненциальная функция, интегральные синус и косинус и так далее при алгебраических значениях аргумента с оценкой сложности вычисления, близкой к оптимальной, а именно
{\displaystyle s_{f}(n)=O(M(n)\log ^{2}n).}
В настоящее время только метод БВЕ даёт возможность быстро вычислять значения функций из класса высших трансцендентных функций, некоторые специальные интегралы математической физики и такие классические константы, как константы Эйлера, Каталана и Апери. Дополнительным преимуществом метода БВЕ является возможность распараллеливания основанных на БВЕ алгоритмов.

## БВЕ-вычисление классических констант
Для быстрого вычисления константы {\displaystyle \pi } можно воспользоваться формулой Эйлера {\displaystyle {\frac {\pi }{4}}=\mathrm {arctg} {\frac {1}{2}}+\mathrm {arctg} {\frac {1}{3}},} и применить БВЕ к суммированию рядов Тейлора для
{\displaystyle \mathrm {arctg} {\frac {1}{2}}={\frac {1}{1\cdot 2}}-{\frac {1}{3\cdot 2^{3}}}+\ldots +{\frac {(-1)^{r-1}}{(2r-1)2^{2r-1}}}+R_{1},}
{\displaystyle \mathrm {arctg} {\frac {1}{3}}={\frac {1}{1\cdot 3}}-{\frac {1}{3\cdot 3^{3}}}+\ldots +{\frac {(-1)^{r-1}}{(2r-1)3^{2r-1}}}+R_{2},}
с остаточными членами {\displaystyle R_{1},\ R_{2},} для которых справедливы оценки
{\displaystyle |R_{1}|\leqslant {\frac {4}{5}}{\frac {1}{2r+1}}{\frac {1}{2^{2r+1}}};}
{\displaystyle |R_{2}|\leqslant {\frac {9}{10}}{\frac {1}{2r+1}}{\frac {1}{3^{2r+1}}};}
и при
{\displaystyle r=n,}
{\displaystyle 4(|R_{1}|+|R_{2}|)\ <\ 2^{-n}.}
Чтобы вычислить {\displaystyle \pi } посредством БВЕ, можно использовать также другие приближения. Во всех случаях сложность
{\displaystyle s_{\pi }=O(M(n)\log ^{2}n).}
Чтобы вычислить постоянную Эйлера {\displaystyle \gamma } с точностью до {\displaystyle n} знаков, нужно просуммировать с помощью БВЕ два ряда. А именно, при {\displaystyle m=6n,\ k=n,\ k\geqslant 1,}
{\displaystyle \gamma =-\log n\sum _{r=0}^{12n}{\frac {(-1)^{r}n^{r+1}}{(r+1)!}}+\sum _{r=0}^{12n}{\frac {(-1)^{r}n^{r+1}}{(r+1)!(r+1)}}+O(2^{-n}).}
При этом
{\displaystyle s_{\gamma }=O(M(n)\log ^{2}n).}
Для быстрого вычисления константы {\displaystyle \gamma } можно также применить метод БВЕ к другому приближению

## БВЕ-вычисление некоторых степенных рядов
С помощью БВЕ можно вычислить быстро следующие два вида рядов:
{\displaystyle f_{1}=f_{1}(z)=\sum _{j=0}^{\infty }{\frac {a(j)}{b(j)}}z^{j},}
{\displaystyle f_{2}=f_{2}(z)=\sum _{j=0}^{\infty }{\frac {a(j)}{b(j)}}{\frac {z^{j}}{j!}},}
при условии, что {\displaystyle a(j),\ b(j)} — целые числа, {\displaystyle |a(j)|+|b(j)|\leqslant (Cj)^{K};\ |z|<1;\ K} и {\displaystyle C} есть константы, и {\displaystyle z} есть алгебраическое число.
Сложность вычисления этих рядов
{\displaystyle s_{f_{1}}(n)=O\left(M(n)\log ^{2}n\right),}
{\displaystyle s_{f_{2}}(n)=O\left(M(n)\log n\right).}

## Детали БВЕ на примере быстрого вычисления константыe{\displaystyle e}
Для вычисления константы {\displaystyle e} возьмём {\displaystyle m=2^{k},\quad k\geqslant 1}, членов ряда Тейлора для {\displaystyle e,}
{\displaystyle e=1+{\frac {1}{1!}}+{\frac {1}{2!}}+\ldots +{\frac {1}{(m-1)!}}+R_{m}.}
При этом выбираем {\displaystyle m} так, чтобы для остатка {\displaystyle R_{m}} выполнялось неравенство {\displaystyle R_{m}\leqslant 2^{-n-1}}. Это будет, например, когда {\displaystyle m\geqslant {\frac {4n}{\log n}}}. Таким образом, возьмем {\displaystyle m=2^{k}} таким, что натуральное число {\displaystyle k} определяется неравенствами:
{\displaystyle 2^{k}\geqslant {\frac {4n}{\log n}}>2^{k-1}.}
Будем вычислять сумму
{\displaystyle S=1+{\frac {1}{1!}}+{\frac {1}{2!}}+\ldots +{\frac {1}{(m-1)!}}=\sum _{j=0}^{m-1}{\frac {1}{(m-1-j)!}},}
за {\displaystyle k} шагов следующего процесса.
Шаг 1. Объединяя слагаемые {\displaystyle S} последовательно попарно и вынося за скобки «очевидный» общий множитель, получаем
{\displaystyle S=\left({\frac {1}{(m-1)!}}+{\frac {1}{(m-2)!}}\right)+\left({\frac {1}{(m-3)!}}+{\frac {1}{(m-4)!}}\right)+\ldots =}
{\displaystyle ={\frac {1}{(m-1)!}}(1+m-1)+{\frac {1}{(m-3)!}}(1+m-3)+\ldots }
Будем вычислять только целые значения выражений, стоящих в скобках, то есть значения {\displaystyle m,\ m-2,\ m-4,\ \ldots }
Таким образом, на первом шаге сумма {\displaystyle S} преобразуется к виду
{\displaystyle S=S(1)=\sum _{j=0}^{m_{1}-1}{\frac {1}{(m-1-2j)!}}\alpha _{m_{1}-j}(1),}
{\displaystyle m_{1}={\frac {m}{2}},\ m=2^{k},\ k\geqslant 1.}
На первом шаге вычисляется только {\displaystyle {\frac {m}{2}}} целых чисел вида
{\displaystyle \alpha _{m_{1}-j}(1)=m-2j,\quad j=0,\;1,\;\ldots ,\;m_{1}-1,}
Далее мы действуем аналогично: объединяя на каждом шаге слагаемые суммы {\displaystyle S} последовательно попарно, мы выносим за скобки «очевидный» общий множитель и вычисляем только целые значения выражений в скобках. Пусть
сделано {\displaystyle i} шагов такого процесса.
Шаг {\displaystyle i+1} ({\displaystyle i+1\leqslant k}).
{\displaystyle S=S(i+1)=\sum _{j=0}^{m_{i+1}-1}{\frac {1}{(m-1-2^{i+1}j)!}}\alpha _{m_{i+1}-j}(i+1),}
{\displaystyle m_{i+1}={\frac {m_{i}}{2}}={\frac {m}{2^{i+1}}},}
мы вычисляем только {\displaystyle {\frac {m}{2^{i+1}}}} целых чисел вида
{\displaystyle \alpha _{m_{i+1}-j}(i+1)=\alpha _{m_{i}-2j}(i)+\alpha _{m_{i}-(2j+1)}(i){\frac {(m-1-2^{i+1}j)!}{(m-1-2^{i}-2^{i+1}j)!}},}
{\displaystyle j=0,\;1,\;\ldots ,\quad m_{i+1}-1,\quad m=2^{k},\quad k\geqslant i+1.}
Здесь {\displaystyle {\frac {(m-1-2^{i+1}j)!}{(m-1-2^{i}-2^{i+1}j)!}}} есть произведение {\displaystyle 2^{i}} целых чисел.
И так далее.
Последний, {\displaystyle k}-й шаг. Вычисляем одно целое значение {\displaystyle \alpha _{1}(k)}, вычисляем, пользуясь вышеописанным быстрым алгоритмом, значение {\displaystyle (m-1)!}, и производим одно деление целого числа {\displaystyle \alpha _{1}(k)} на число {\displaystyle (m-1)!} с точностью до {\displaystyle n} знаков. Получившийся результат и есть сумма {\displaystyle S}, или константа {\displaystyle e} с точностью до {\displaystyle 2^{-n}}.
Сложность всех вычислений есть
{\displaystyle O\left(M(m)\log ^{2}m\right)=O\left(M(n)\log n\right).}